# Macrodorcas mochizukii
Macrodorcas mochizukii là một loài bọ cánh cứng trong họ Lucanidae. Loài này được Miwa mô tả khoa học năm 1937.